# ミスフィッツ (アルバム)
ミスフィッツ(Misfits)は、1978年にリリースされたザ・キンクスのアリスタ移籍2作目アルバム。前作に引き続きソリッドなロックン・ロール路線を目指した作品となるはずだったが、最終的に当時流行のAOR路線に落ち着いた。本作発表前にベースのアンディ・パイル、キーボードのジョン・ゴスリングが脱退し、ベースには前任のジョン・ダルトンが数曲で一時的に復帰した。メンバーは、ベースに元アージェントのジム・ロッドフォード、キーボードに元プリティー・シングスのゴードン・エドワーズが加入することになったが、ゴードンは年内のツアーをもって脱退。アルバム制作中はバンド内も不安定でメンバーの入れ替わりが激しく録音も難航した。そのためレイ・デイヴィスはセッション・メンバーを使い数曲録音しているうちにソロ・アルバムとすることを検討したらしい。だがアリスタから横槍が入り、キンクスとして発売されたという。アナログ時代のフォーマットは色々あり、収録曲の順番は下記通り。アルバム・デザインもジャケット裏に曲目表示がある版、内袋、二つ折り歌詞カード、ヨーロッパの幾つかの国では見開きジャケットで発売されていた。

## 曲目
全曲レイ・デイヴィス作詞作曲。
【イギリス版】
1. ミスフィッツ - Misfits 4:43
2. ヘイ・フィーヴァー - Hay Fever 3:33
3. ブラック・メサイア - Black Messiah 4:10
4. ロックン・ロール・ファンタジー - Rock & Roll Fantasy 5:02
5. イン・ア・フォーリン・ランド - In a Foreign Land 3:04
6. パーマネント・ウェイヴス - Permanent Waves 3:49
7. リヴ・ライフ- Live Life 4:49
8. アウト・オブ・ザ・ワードローブ - Out of the Wardrobe 3:38
9. トラスト・ユア・ハート - Trust Your Heart 4:13
10. ゲット・アップ - Get Up 3:24

【アメリカ版】
1. ミスフィッツ - Misfits 4:43
2. ヘイ・フィーヴァー - Hay Fever 3:33
3. リヴ・ライフ［USシングル・ヴァージョン］ - Live Life [UK Single Version] 3:48
4. ロックン・ロール・ファンタジー - Rock & Roll Fantasy 5:02
5. イン・ア・フォーリン・ランド - In a Foreign Land 3:04
6. パーマネント・ウェイヴス - Permanent Waves 3:49
7. ブラック・メサイア - Black Messiah 4:10
8. アウト・オブ・ザ・ワードローブ - Out of the Wardrobe 3:38
9. トラスト・ユア・ハート - Trust Your Heart 4:13
10. ゲット・アップ - Get Up 3:24

【CDボーナス・トラック】
1. ブラック・メサイア［シングル・リミックス］ - Black Messiah 3:37
2. ファーザー・クリスマス - Father Christmas 3:42
3. ロックン・ロール・ファンタジー［USシングル・エディット］ - Rock & Roll Fantasy 4:01
4. リヴ・ライフ［USシングル・リミックス］ - Live Life 3:48